# Cucina moldava
La cucina moldava è l'espressione dell'arte culinaria sviluppata in Moldavia, consiste principalmente di ingredienti come carne di  maiale, patate, cavolo e una varietà di cereali. La cucina locale trae ispirazione ed elementi anche da altre cucine dell'area balcanica ed esteuropea: come la cucina greca, ebraica, polacca, ucraina e russa.

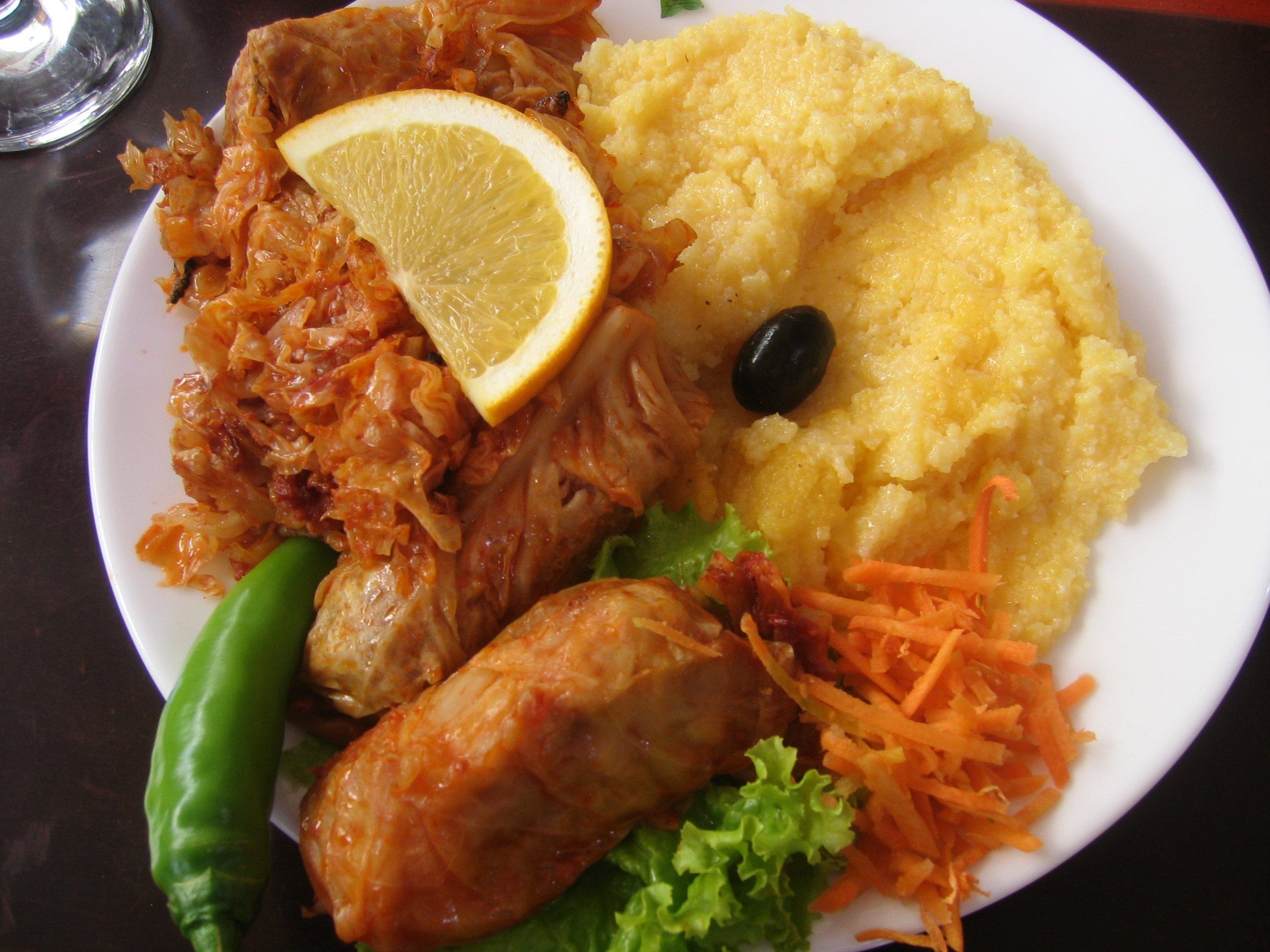
Un popolare piatto moldavo di sarmale (involtini di cavolo ripieno), accompagnato da crauti e mămăligă